# Dubrovka (Sóbinka)
|  | Per a altres significats, vegeu «Dubrovka». |

Dubrovka (en rus: Дубровка) és un poble de l'óblast de Vladímir, a Rússia, segons el cens del 2010 tenia 6 habitants. Pertany al districte municipal de Sóbinka.